# CILM-FM
CILM-FM, s'identifiant en ondes sous le nom Rythme 98.3, est une station de radio québécoise appartenant à Cogeco Média diffusant à la fréquence 98,3 MHz avec une puissance de 100 000 watts à partir de l'antenne de la Société Radio-Canada de la rue Warren (Chicoutimi) et ses studios sont situés sur la rue des Saguennéens au centre-ville de l'arrondissement Chicoutimi.

## Historique de la station
La station CKRS dont les lettres RS signifiaient « Radio Saguenay » amorce sa diffusion le 23 juin 1947 à la fréquence 1 240 kHz. Les studios de la station logeaient sur la rue Saint-Dominique à Jonquière.
En 1952, CKRS fut autorisé à augmenter de la puissance de l'émetteur qui passe de 250 à 1000 watts ainsi que la migration de la fréquence vers le 590 kHz.
Au tournant des années 1980, la station est achetée par une division de Radiomutuel.
La station déménagera ses installations vers Chicoutimi en 1992 à la suite de la fusion de Radiomutuel avec CJAB-FM.
La station fait sa marque de commerce avec une programmation à prépondérance verbale qui comprend notamment des émissions d'affaires publiques.
Lors du déluge du Saguenay en 1996, CKRS a joué un rôle de premier plan pour informer la population sur l'évolution de cette catastrophe naturelle sans précédent qui avait placé le Saguenay en état d'alerte. En ondes dès les premières heures du sinistre, les animateurs de la station, dont Myriam Ségal et Louis Champagne, se sont relayés pendant 4 jours afin de tenir l'antenne en continu. C'est notamment à la radio que des citoyens évacués parvenaient à donner des nouvelles à leurs proches alors que des maires de petites municipalités au Bas-Saguenay pouvaient alerter la Sécurité civile des derniers développements.
L'animateur Louis Champagne fera régulièrement la manchette en raison de ses propos controversés qui conduiront même à quelques occasions à des poursuites judiciaires.
Le 12 janvier 2000, la station devient la propriété d'Astral Communications inc. avant d'être vendue cinq ans plus tard à Corus Entertainment.
La station effectuera sa migration vers la bande FM seulement qu'en 2007 et diffusera désormais à la fréquence 98,3 MHz.
CKRS entreprend un virage majeur en 2009 alors que sa programmation deviendra majoritairement musicale avec un nouveau format nommé Souvenirs Garantis.
En 2010, CKRS-FM change de mains une fois de plus alors qu'un groupe d'actionnaires de la région réunit à l'intérieur de la société Radio Saguenay inc. en fait l'achat. La station se dote d'une nouvelle image de marque « Le FM98 c'est Saguenay! » et offre une programmation alliant des émissions parlées et musicales,.
Les nouveaux acquéreurs conservent leur partenariat avec le groupe Corus afin de diffuser certaines émissions réseau en fin de soirée ainsi que les matchs des Canadiens de Montréal.
Alors que la station est menacée de fermeture en raison de problèmes financiers, la station est acquise par Attraction Radio en 2012.
Attraction Radio conclue une entente d'affiliation avec Cogeco diffusion en 2014 afin d'opérer ses deux stations saguenéennes (CKRS-FM et CKGS-FM) sous la bannière Rythme FM. Le nouveau format sera lancé officiellement en février 2015 simultanément sur le 98,3 et le 105,5.
Le CRTC autorise également un changement des lettres d'appels au cours de la même période pour désigner la station sous l’identifiant CILM-FM.
En 2018, la station ne fera plus partie du réseau Rythme FM en raison de la fin de son entente d'affiliation avec Cogeco Média. La station changera de bannière le 13 août de la même année pour devenir, avec CKGS-FM, la 5e et 6e stations O à travers du Québec.
En juillet 2019, Arsenal Media annonce que CILM-FM ne sera plus associée avec la station CKGS-FM, puisque CKGS deviendra une radio country sous le réseau Hit Country.
Le 6 mai 2021, Arsenal Média annonce avoir conclu une entente avec Cogeco Média. Dans le cadre de cette entente, Cogeco Média deviendra propriétaire de CILM-FM. Le 24 mars 2022, le CRTC autorise l'acqusition. D'après la décision, CILM-FM redeviendrait une station à part entière du réseau Rythme FM ce qui marquerait le retour du réseau dans la région.
Le 25 avril 2022, la station officiellement sous la propriété de Cogeco Média, redevient une station du réseau Rythme FM,.

## Animateurs

### 2018-2019
- Avec Valérie Saulnier, Marie-Christine Bernard et Jean-François Desbiens (100 000 Matins)
- Valérie Saulnier (Le meilleur de la musique)
- Évans Bergeron (Les grands bazous)
- Dianne Simard (Le meilleur de la musique)
- Maxime Lamontagne (Le trafic)
- Patrice Nadeau (Les hits)